# Muzzano (Italie)
Pour les articles homonymes, voir Muzzano.
Muzzano est une commune de la province de Biella dans le Piémont en Italie.

## Administration
| Période                                  | Période  | Identité        | Étiquette    | Qualité |
| ---------------------------------------- | -------- | --------------- | ------------ | ------- |
| 14 juin 2004                             | En cours | Franco Delzoppo | Lista Civica |         |
| Les données manquantes sont à compléter. |          |                 |              |         |

### Hameaux
Bagneri 

### Communes limitrophes
Camburzano, Graglia, Occhieppo Superiore, Sordevolo

### Évolution démographique
Habitants recensés